# Ягодоїдові
Ягодоїдові (Paramythiidae) — родина горобцеподібних птахів. Включає два види.

## Поширення
Ягодоїдові поширені у гірських лісах Нової Гвінеї.

## Опис
Птахи середнього розміру та яскравого забарвлення. Дзьоб короткий та міцний, чорного забарвлення. Живляться фруктами, зрідка комахами.

## Види
- Рід Жовтощокий ягодоїд (Oreocharis) 
  - Ягодоїд жовтощокий  (Oreocharis arfaki)
- Рід Ягодоїд (Paramythia) 
  - Ягодоїд чубатий  (Paramythia montium)